# اولگا ژوونیر
اولگا ژوونیر (اوکراینی: Ольга Богданівна Жовнір؛ زادهٔ ۸ ژوئن ۱۹۸۹) شمشیرباز اهل اوکراین است.